# Roosevelt Institute for American Studies

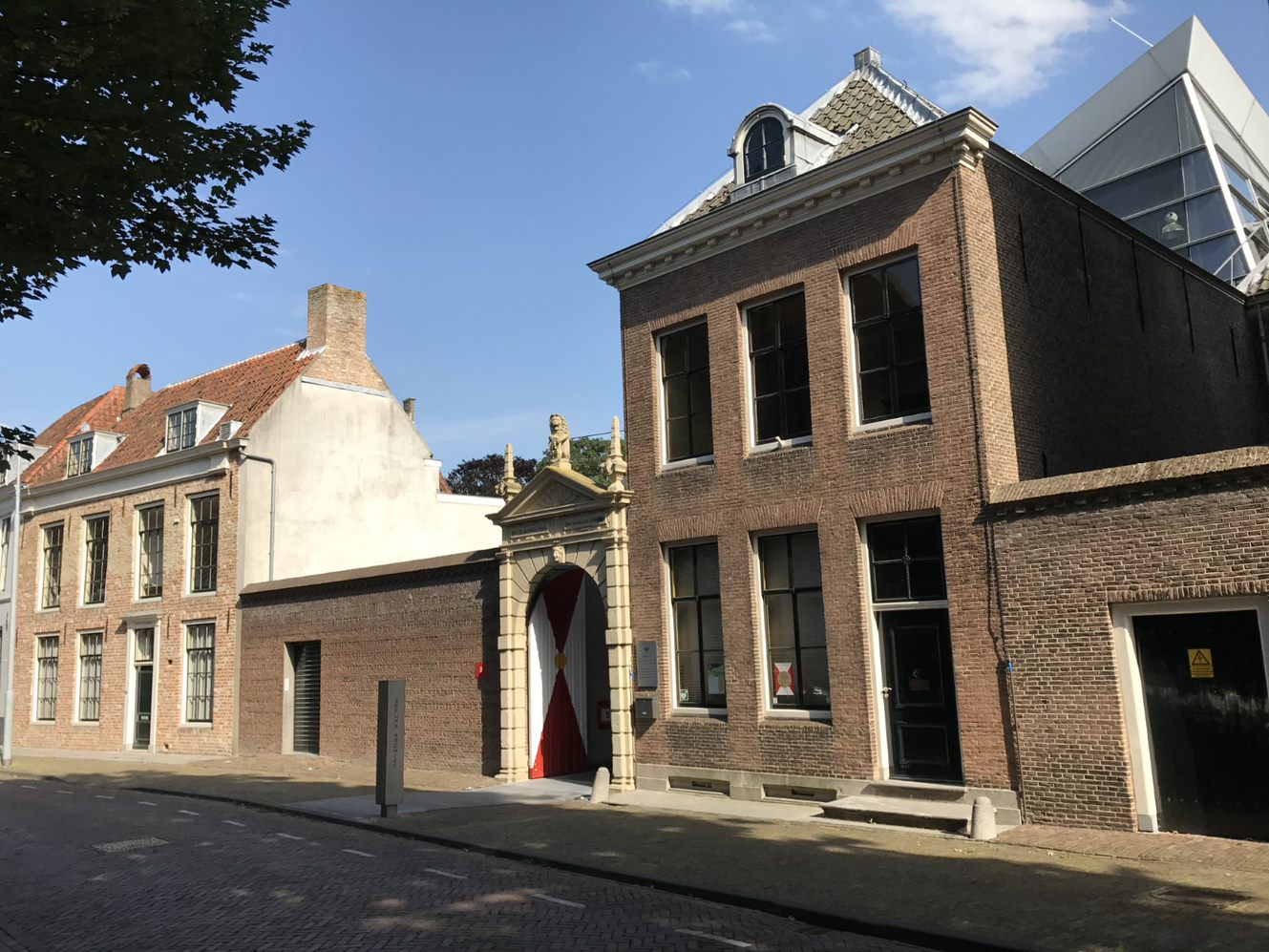
Ingang van het Roosevelt Institute for American Studies

Het Roosevelt Institute for American Studies (RIAS) is een onderzoeksinstituut, "graduate" school, conferentiecentrum en bibliotheek gespecialiseerd in contemporaine Amerikaanse geschiedenis en trans-Atlantische betrekkingen, gevestigd in het Zeeuws Archief in Middelburg. Tot 2017 heette het instituut Roosevelt Study Center. Het RIAS is vernoemd naar drie beroemde Amerikanen, van wie de voorouders in de 17e eeuw vanuit Zeeland naar de Verenigde Staten verhuisden: president Theodore Roosevelt (1858-1919), president Franklin D. Roosevelt (1882-1945) en Eleanor Roosevelt (1884-1962). 

## Geschiedenis en activiteiten
Het Instituut werd oorspronkelijk opgericht in 1986 als het Roosevelt Study Center, en wordt gesubsidieerd door het Ministerie van Onderwijs, Cultuur en Wetenschap, de Provincie Zeeland en particuliere bedrijven en instituten. Aan de basis van de oprichting stonden Arthur M. Schlesinger jr., een gerenommeerd Amerikaans historicus, en William vanden Heuvel, toenmalig voorzitter van het Franklin and Eleanor Roosevelt Institute die, samen met de provincie Zeeland, Middelburg zagen als de ideale plek om een Europese onderzoeksfaciliteit te huisvesten die zich zou richten op de twintigste-eeuwse Europees-Amerikaanse geschiedenis.
Sinds 2017 werkt het Center samen met de Universiteit Leiden. Naar aanleiding van deze samenwerking werd het Center omgedoopt tot het Roosevelt Institute for American Studies en het verkreeg het een aantal nieuwe functies, waaronder het opstarten van een ‘graduate school’ in Amerikaanse geschiedenis.  
Het RIAS werkt voor uiteenlopende zaken samen met Nederlandse universiteiten, de Theodore Roosevelt Association en het Roosevelt Institute. Zo waardeert het instituut elk jaar de beste Master thesis in Amerikaanse geschiedenis met de Theodore Roosevelt American History Award (TRAHA), die de winnaar het recht geeft op een reis langs alle belangrijke plaatsen van de Roosevelts in Amerika. Daarnaast organiseert het RIAS ook regelmatig congressen en symposia op het gebied van Amerikaanse geschiedenis. Het instituut geeft jaarlijks een nieuwsbrief uit, genaamd The Roosevelt.

## Collecties en onderzoek

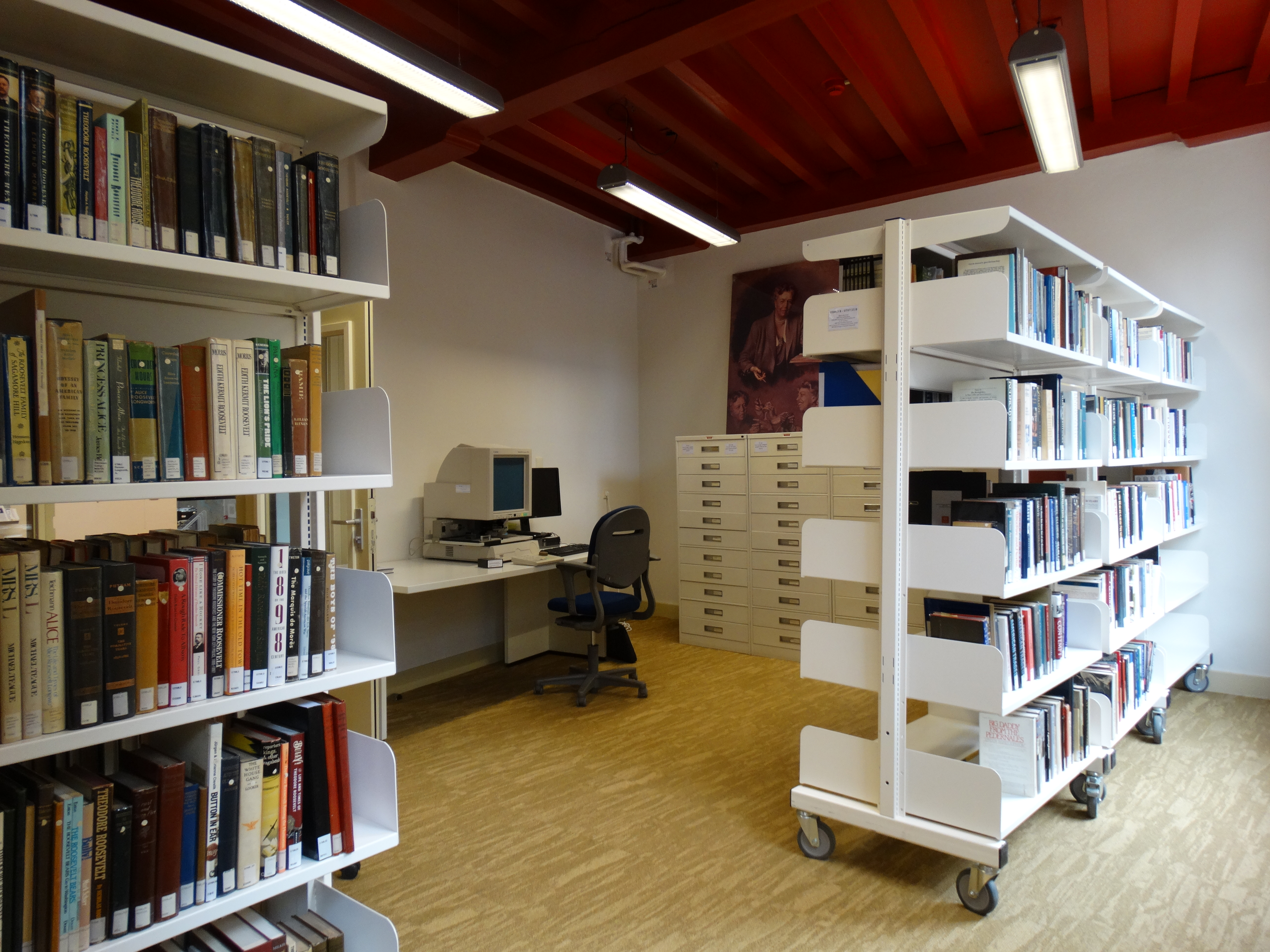
Bibliotheek

Het RIAS beschikt over een zeer uitgebreide bibliotheek, gespecialiseerd in Amerikaanse en trans-Atlantische geschiedenis. Naast de collectie van meer dan 9500 boeken, heeft het Instituut ook de beschikking over verschillende microfilmcollecties en digitale bestanden, waarmee onderzoekers primaire bronnen kunnen raadplegen die normaal gesproken alleen in de Verenigde Staten beschikbaar zijn. De collectie omvat onder meer kopieën van de persoonlijke papieren van President Theodore Roosevelt; de presidentiële Office Files van Franklin D. Roosevelt, Harry S. Truman, Dwight D. Eisenhower, en John F. Kennedy; een uitgebreide collectie over burgerrechten, waaronder de papieren van NAACP-oprichter W.E.B. Du Bois; en Nederlands-Amerikaans diplomatieke correspondentie (terug te dateren naar 1784).
Het RIAS heeft twee soorten beurzen om onderzoek in Middelburg te stimuleren: de Roosevelt Visiting Professorship, die bedoeld is voor Amerikaanse onderzoekers, en de RIAS onderzoeksbeurs, die Europese onderzoekers en studenten de mogelijkheid geeft onderzoek te doen naar uiteenlopende onderwerpen in de Amerikaanse geschiedenis zonder hiervoor de Atlantische Oceaan over te hoeven steken. 

## Four Freedoms Awards
In 1982, ter herdenking van het honderdste geboortejaar van Franklin D. Roosevelt en de tweehonderdjarige diplomatieke relaties tussen de Verenigde Staten en Nederland, werd er besloten om de Four Freedoms Awards, die gegeven wordt aan mensen die een tomeloze inzet hebben getoond in de vier principes (Vrijheid van meningsuiting, religie, gebrek en vrees) genoemd in Roosevelts Four Freedoms-speech in 1941, uit te breiden met een internationale uitreiking. Deze internationale ceremonie werd dat jaar gehouden in het Abdij van Middelburg, en vindt daar nog steeds elke twee jaar plaats. De Amerikaanse ceremonie wordt gehouden in de jaren tussen deze internationale ceremonies en vindt plaats in de plaats Hyde Park in de staat New York.